# Ipomoea marabensis
Ipomoea marabensis är en vindeväxtart som beskrevs av D.F. Austin och R. de S. Secco. Ipomoea marabensis ingår i släktet praktvindor, och familjen vindeväxter. Inga underarter finns listade i Catalogue of Life.